# Euphorbia desmondi
Euphorbia desmondi Keay & Milne-Redh. es una especie fanerógama  perteneciente a la familia de las euforbiáceas. Es endémica de Nigeria, Camerún, Ghana y Chad.

## Descripción
Es una planta con porte de árbol de hasta 6 m de altura, con 3-4 ramas angulosas y con las hojas en la punta de las ramas, de hasta 12 cm de longitud. Es una planta suculenta con hojas erectas de hoja caduca  y de gran tamaño (12x6 cm), generalmente similares al cactus, ramas gruesas y carnosas, 1,5-3,5 cm de espesor, 3-5 angulares con espinas en pares a lo largo de los bordes.

## Ecología
Se encuentra en las colinas rocosas en la sabana, a veces las plantadas alrededor de las aldeas, a una altitud de 780 m s. n. m..
Es una especie muy cercana a Euphorbia teke Pax, 1938 .

## Taxonomía
Euphorbia desmondi fue descrita por Ronald William John Keay & Edgar Wolston Bertram Handsley Milne-Redhead y publicado en Kew Bulletin, vol. 10, p. 139 en 1955 in Revision of the "Flora of West Tropical Africa": VII.

Etimología
Euphorbia: nombre genérico que deriva del médico griego del rey Juba II de Mauritania (52 a 50 a. C. - 23), Euphorbus, en su honor – o en alusión a su gran vientre –  ya que usaba médicamente Euphorbia resinifera. En 1753 Carlos Linneo asignó el nombre a todo el género.
desmondi: epíteto otorgado en honor del botánico norirlandés Robert Desmond Meikle (19923 - ), adscrito al Real Jardín Botánico de Kew.